# Hokjespeulbandpalpmot
De hokjespeulbandpalpmot (Syncopacma ochrofasciella) is een vlinder uit de familie tastermotten (Gelechiidae). De wetenschappelijke naam is voor het eerst geldig gepubliceerd in 1936 door Toll.
De soort komt voor in Europa.